# Mesamphiagrion dunklei
Mesamphiagrion dunklei là một loài chuồn chuồn kim trong họ Coenagrionidae.
Mesamphiagrion dunklei được miêu tả khoa học năm 2008 bởi von Ellenrieder & Garrison.